# Muzala Samukonga
| Rang                     | Leichtathlet      | Anzahl |
| ------------------------ | ----------------- | ------ |
| 1.                       | Michael Johnson   | 22     |
| 2.                       | Kirani James      | 10     |
| 3                        | Jeremy Wariner    | 9      |
| 3                        | LaShawn Merritt   | 9      |
| 5.                       | Wayde van Niekerk | 6      |
| 5.                       | Steven Gardiner   | 6      |
| 7.                       | Harry Reynolds    | 4      |
| 7.                       | Quincy Watts      | 4      |
| 7.                       | Isaac Makwala     | 4      |
| 7.                       | Michael Norman    | 4      |
| 7.                       | Muzala Samukonga  | 4      |
| Stand: 8. September 2024 |                   |        |

Muzala Samukonga (* 9. Dezember 2002 in Lusaka) ist ein sambischer Leichtathlet, der sich auf den 400-Meter-Lauf spezialisiert hat. 2022 siegt er bei den Afrikameisterschaften auf Mauritius. Sein größter Erfolg ist der Gewinn der Bronzemedaille an den Olympischen Spielen in Paris 2024.

## Sportliche Laufbahn
Muzala Samukonga sammelte 2020 erste Wettkampferfahrung auf der 400-Meter-Distanz. Bis zum Ende des Jahres steigerte er seine Bestzeit auf 47,16 s. 2021 war er im Mai Teil einer 4-mal-400-Meter-Staffel, die in 3:05,25 min einen neuen sambischen Nationalrekord lief. Bereits im März verbesserte er sich über 400 Meter auf 46,40 s und war damit für die U20-Weltmeisterschaften in Nairobi qualifiziert. Dort ging er im August an den Start. Als Dritter seines Vorlaufes schaffte er den Einzug in das Finale. Darin steigerte er sich auf 45,89 s, womit er als Fünfter das Ziel erreichte. 2022 belegte er Ende April beim Gaborone International Meet in Botswana den dritten Platz. Er qualifizierte sich für die Afrikameisterschaften auf Mauritius und damit für seine ersten internationalen Meisterschaften im Erwachsenenbereich. Anfang Juni trat er im Vorlauf der Kontinentalmeisterschaften an. In 45,48 s stellte er eine neue Bestzeit auf und konnte anschließend auch im Halbfinale als Zweiter seines Laufes in das Finale einziehen. Darin steigerte er sich nochmal bis auf 45,31 s und konnte sich damit zum Afrikameister krönen. Damit beendete er eine zuvor zehn Jahre bestehende Distanz der Botswaner auf dieser Strecke. Zwei Tage später gewann er mit seinen Teamkollegen zudem eine Silbermedaille im 4-mal-400-Meter-Staffellauf. Einen Monat später nahm er in den USA an seinen ersten Weltmeisterschaften teil. Als Zweiter seines Vorlaufes über die 400 Meter zog er in das Halbfinale ein. Darin lief er in 45,02 s eine neue Bestzeit und verpasste damit als insgesamt Neuntplatzierter nur knapp den Einzug in das Finale. Kurz nach den Weltmeisterschaften ging er aus dem 400-Meter-Finale der Commonwealth Games in Birmingham als Sieger hervor, wobei er in 44,66 s einen neuen Nationalrekord aufstellte. Zudem belegte er mit der 4-mal-400-Meter-Staffel den fünften Platz.
Ende April 2023 steigerte sich Samukonga auf eine 400-Meter-Bestzeit von 43,91 s. Am 7. August 2024 gewann er mit einer neuen persönlichen Bestzeit von 43,74 s, die zugleich sambischer Landesrekord bedeutet, an den olympischen Spielen in Paris im 400-Meter-Lauf die Bronzemedaille. Auch mit der 4-mal-400-Meter-Staffel konnte er in das Finale einziehen. Darin belegte das sambische Quartett den achten Platz.

## Wichtige Wettbewerbe
| Jahr               | Veranstaltung           | Ort                | Platz              | Disziplin          | Zeit               |
| Startet für Sambia | Startet für Sambia      | Startet für Sambia | Startet für Sambia | Startet für Sambia | Startet für Sambia |
| ------------------ | ----------------------- | ------------------ | ------------------ | ------------------ | ------------------ |
| 2021               | U20-Weltmeisterschaften | Nairobi            | 5.                 | 400 m              | 45,89 s            |
| 2022               | Afrikameisterschaften   | Port Louis         | 1.                 | 400 m              | 45,31 s            |
| 2022               | Afrikameisterschaften   | Port Louis         | 2.                 | 4 × 400 m          | 3:05,53 min        |
| 2022               | Weltmeisterschaften     | Eugene             | 9.                 | 400 m              | 45,02 s            |
| 2022               | Commonwealth Games      | Birmingham         | 1.                 | 400 m              | 44,66 s            |
| 2022               | Commonwealth Games      | Birmingham         | 5.                 | 4 × 400 m          | 3:04,76 min        |
| 2024               | Afrikaspiele            | Accra              | 2.                 | 400 m              | 45,51 s            |
| 2024               | Afrikaspiele            | Accra              | 1.                 | 4 × 400 m          | 2:59,12 min        |
| 2024               | Afrikameisterschaften   | Douala             | 3.                 | 4 × 400 m          | 3:02,56 min        |
| 2024               | Olympische Sommerspiele | Paris              | 3.                 | 400 m              | 43,74 s            |
| 2024               | Olympische Sommerspiele | Paris              | 8.                 | 4 × 400 m          | 3:00,08 min        |

## Persönliche Bestleistungen
Freiluft
- 200 m: 20,48 s, 22. Mai 2022, Lusaka
- 400 m: 43,74 s, 7. August 2024, Paris (sambischer Rekord)